# Breitblättriges Hornkraut
Das Breitblättrige Hornkraut (Cerastium latifolium), auch Kalkalpen-Hornkraut genannt, ist eine Pflanzenart aus der Gattung der Hornkräuter (Cerastium) innerhalb der Familie der Nelkengewächse (Caryophyllaceae).

## Beschreibung

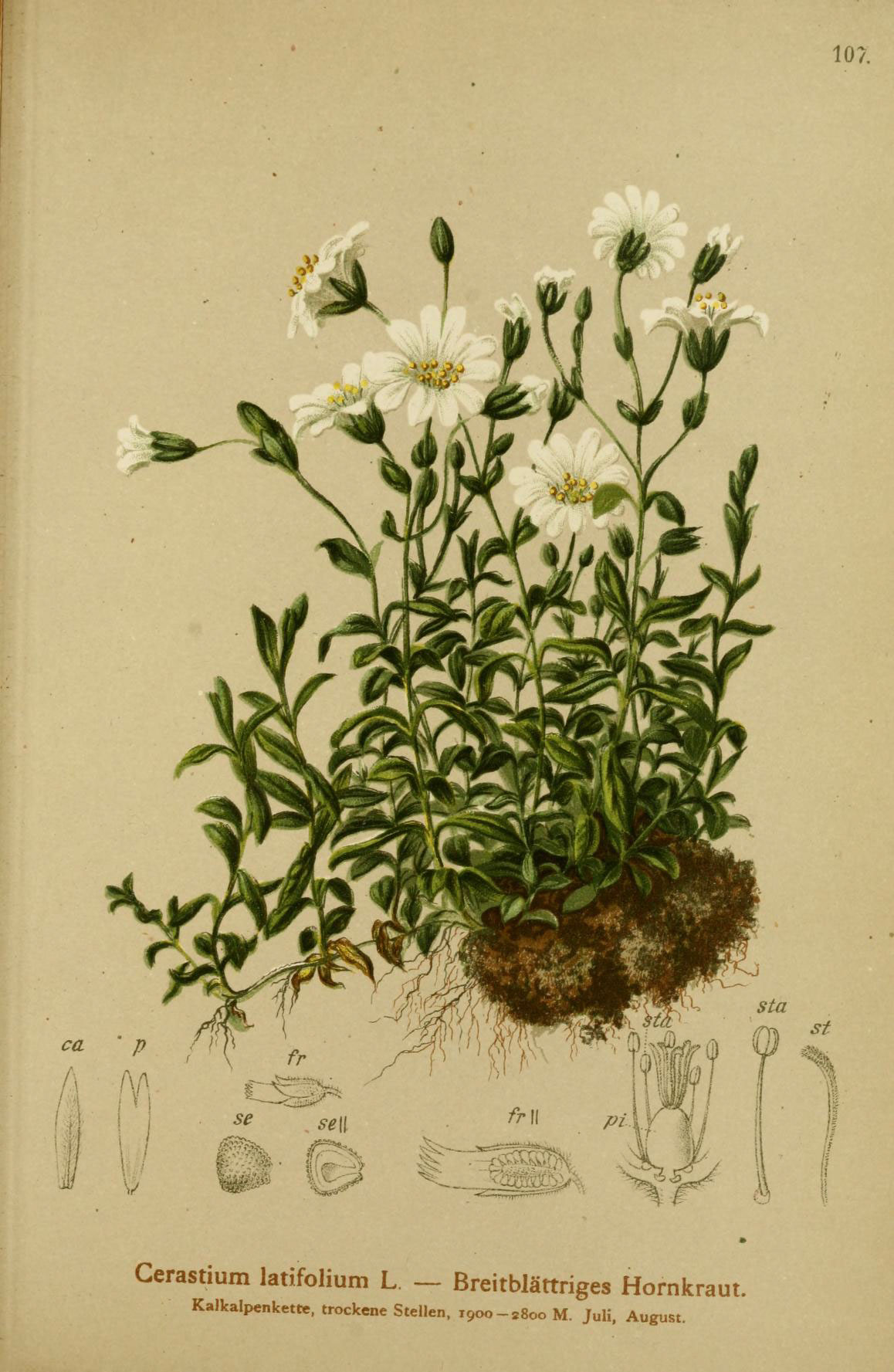
Illustration aus Atlas der Alpenflora, Tafel 107

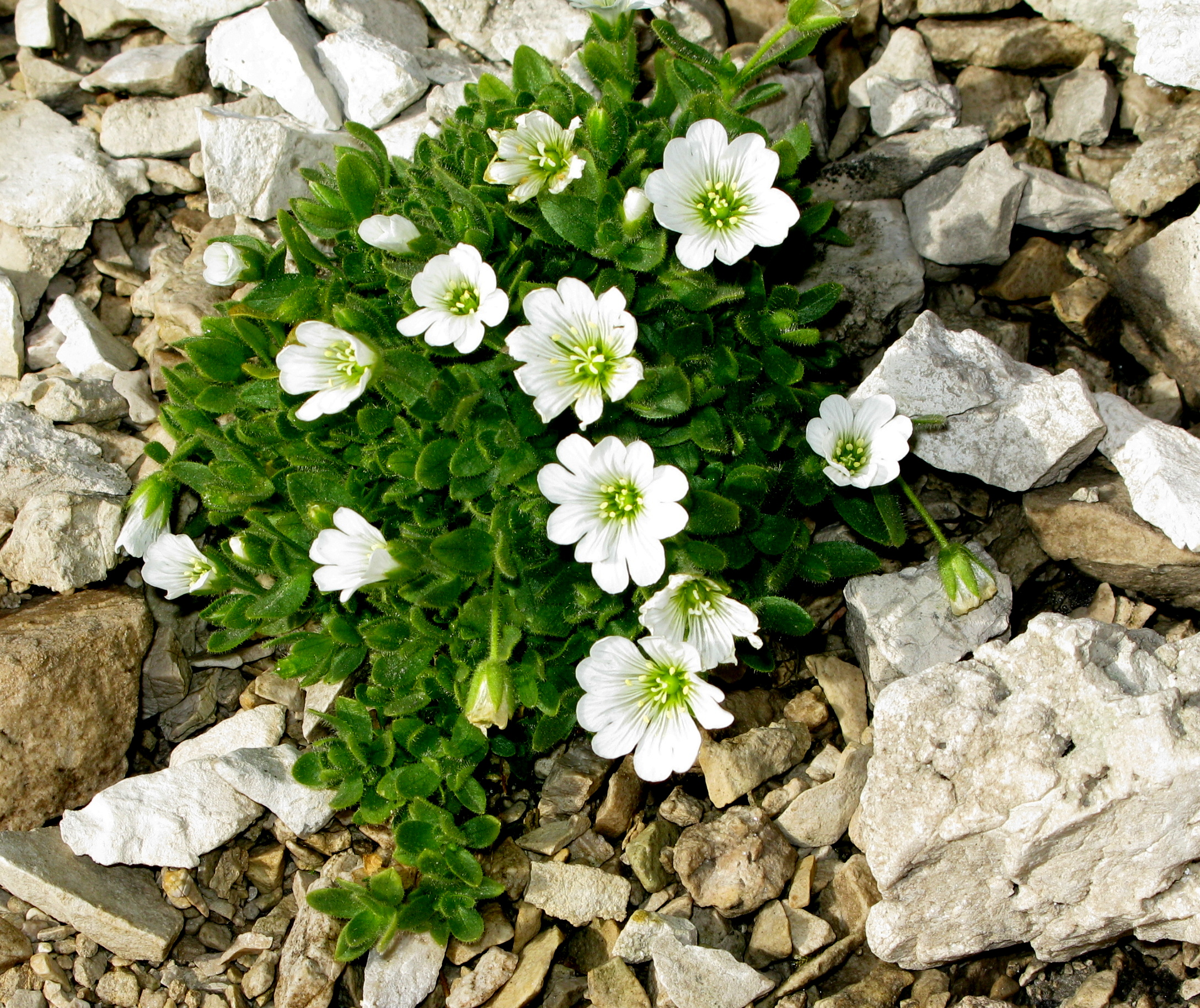
Habitus und Blüten

### Vegetative Merkmale
Das Breitblättrige Hornkraut ist eine ausdauernde krautige Pflanze, die Wuchshöhen von 3 bis 10 Zentimeter erreicht. Sie ist von rasigem Wuchs. Die oberirdischen Pflanzenteile sind bläulich-grün. Der Stängel ist behaart. Je Pflanzenexemplar sind meist niederliegende bis aufsteigende Blütenzweige und wenige beblätterte nichtblühende Sprossachsen vorhanden.
Die gegenständig am Stängel angeordneten Laubblätter sind sitzend. Die einfache, dickliche Blattspreite ist bei einer Länge von 10 bis 35 Millimetern breit-eiförmig bis lanzettlich mit spitzem oberen Ende und mit 0,5 Millimeter langen, weichen Drüsenhaaren besetzt. Nebenblätter fehlen.

### Generative Merkmale
Das Breitblättrige Hornkraut blüht von Juli bis August. Die Blütenstände sind behaart. Die Blütenstände sind aufrecht und ein- bis dreiblütig. Die Blütenstiele sind 10 bis 25 Millimeter lang, nach dem Verblühen zur Seite geneigt und zuletzt wieder aufrecht. Die zwittrigen Blüten sind fünfzählig mit doppelter Blütenhülle, sind becherförmig und haben einen Durchmesser von 28 bis 32 Millimetern. Die fünf Kelchblätter sind frei, 5 bis 7 Millimeter lang, häutig berandet und drüsig behaart. Die fünf weißen Kronblätter sind 12 bis 18 Millimeter lang, mehr als doppelt so lang wie dei Kelchblätter, leicht ausgerandet und tief gespalten. Es sind zwei Kreise mit je fünf Staubblättern und fünf Griffel vorhanden.
Die Kapselfrucht ist bis zu 15 Millimeter lang, mehr als doppelt so lang wie der Kelch und besitzt zehn Fruchtzähne. Die Samen sind groß, haben einen Durchmesser von 2 bis 3 Millimetern und eine loose umhüllende Testa.
Die Chromosomenzahl beträgt 2n = 36.

## Vorkommen
Das Breitblättrige Hornkraut ist eine seltene Pflanzenart, ihr Hauptverbreitungsgebiet sind die Alpen, daneben finden sich einige isolierte Vorkommen in Polen und Rumänien. In Europa hat das Breitblättrige Hornkraut Vorkommen in Spanien, Frankreich, Deutschland, Österreich, Liechtenstein, Schweiz, Italien, Polen und Rumänien.
Das Breitblättrige Hornkraut wächst in Steinschuttfluren der alpinen Höhenstufe, vor allem über der Waldgrenze auf sickerfrischem, kalkreichem Steinschuttböden. Sie ist pflanzensoziologisch eine Charakterart des Verbands Thlaspeion-rotundifolii. Sie ist ein Schuttkriecher. Sie gedeiht in den Allgäuer Alpen vom Thäli am Joch oberhalb des Prinz-Luitpoldhauses in Bayern bis zu einer Höhenlage von 2000 Metern bis zum Gipfel des Großen Krottenkopfs, des höchsten Berges des Allgäus auf einer Höhenlage von 2655 Metern. Am Piz Üertsch in Graubünden erreicht sas Breitblättrige Hornkraut eine Höhenlage von 3130 Meter. Ein tiefes Vorkommen findet sich im Kanton Glarus am Klöntalersee bei 830 Metern.
Die ökologischen Zeigerwerte nach Landolt et al. 2010 sind in der Schweiz: Feuchtezahl F = 3 (mäßig feucht), Lichtzahl L = 5 (sehr hell), Reaktionszahl R = 5 (basisch), Temperaturzahl T = 1 (alpin und nival), Nährstoffzahl N = 2 (nährstoffarm), Kontinentalitätszahl K = 3 (subozeanisch bis subkontinental).

## Taxonomie
Die Erstveröffentlichung von Cerastium latifolium erfolgte 1753 durch Carl von Linné in Species Plantarum, Tomus I, S. 439.